# Liste der WonderSwan-Spiele
Diese Liste der WonderSwan-Spiele verzeichnet alle Spiele für die mit WonderSwan betitelten Handheld-Konsolen von Bandai.

## Überblick
Für den WonderSwan, den WonderSwan Color und den SwanCrystal erschienen für Japan und Südkorea 211 Titel, die unterscheidbar anhand deren Seriennummern sind. Einige Titel wurden direkt für die jeweilige Spielekonsole programmiert und können auf den Nachfolgermodellen ausgeführt werden. Dies äußert sich darin, dass diese eine Farbpalette integrieren, statt der Darstellung in Graustufen. Die hier aufgeführten Module zeigen neben Spielen auch Software zur Ansteuerung externer Hardware. Einige Module erschienen mehrfach in speziellen Sondereditionen oder Bundles, die zumeist Hardware oder Figuren beinhalteten. Mit Ausnahme von Digimon Digital Monsters – Anode Tamer & Cathode Tamer – Veedramon Version und Digital Monster Ver. WonderSwan sind alle Module in japanischer Sprache. Dies zusammen mit Battle Spirit erschien für den koreanischen Markt. Des Weiteren wurden Dicing Knight Period, Judgement Silversword im Rahmen von Programmierwettbewerben mithilfe des Entwicklerkits WonderWitch entwickelt und später in den Handel gebracht.
Eine Vielzahl von Titeln waren Portierungen von anderen Systemen wie Playstation, Super Famicom. Folgende Spiele kamen trotzdem Ankündigung nicht auf dem Markt:
- Dice De Chocobo
- Final Fantasy III
- Kuroi Hitomi no Noir: Cielgris Fantasm
- Lets Play Golf
- Princess Maker

## Liste
| Seriennummer       | Titel                                                                      | Farbe     | Genre              | Publisher                | Entwickler               | Veröffentlichung | Version     | Anzahl der Spieler |
| ------------------ | -------------------------------------------------------------------------- | --------- | ------------------ | ------------------------ | ------------------------ | ---------------- | ----------- | ------------------ |
| SWJ-7AC001         | WonderWave                                                                 | monochrom | Hardware           | Bandai                   |                          | 29.06.2000       | Classic     |                    |
| SWJ-7AC002         | WonderWitch                                                                | monochrom | Hardware           | Bandai                   |                          | 18.07.2000       | Classic     |                    |
| SWJ-7AC003         | WonderWitch                                                                | monochrom | Hardware           | Bandai                   |                          | 2000             | Classic     |                    |
| SWJ-7AC004         | Cleaning Kit                                                               |           | Hardware           | Bandai                   |                          | 19.07.2000       | Classic     |                    |
| SWJ-AAE001         | Tokyo Majin Gakuen – Hujyuu Fuusen                                         | monochrom | RPG                | Asmik Ace                | Shout! Designworks       | 12.10.2000       | Classic     |                    |
| SWJ-ATN001         | Pro Mahjong Kiwame for WonderSwan                                          | monochrom | Brettspiel         | Athena                   | Athena                   | 07.10.1999       | Classic     | 2                  |
| SWJ-BAN001         | Gunpey                                                                     | monochrom | Puzzle             | Bandai                   | Koto                     | 04.03.1999       | Classic     | 2                  |
| SWJ-BAN002         | Chocobo no Fushigi na Dungeon                                              | monochrom | RPG                | Bandai                   | TOSE                     | 04.03.1999       | Classic     | 1                  |
| SWJ-BAN003         | Wonder Stadium                                                             | monochrom | Sport              | Bandai                   | TOSE                     | 11.03.1999       | Classic     | 2                  |
| SWJ-BAN004         | Puyo Puyo Tsu                                                              | monochrom | Puzzle             | Bandai                   | Compile                  | 11.03.1999       | Classic     | 2                  |
| SWJ-BAN005         | Digital Monster Ver. WonderSwan                                            | monochrom | Simulation         | Bandai                   | Sims                     | 25.03.1999       | Classic     | 2                  |
| SWJ-BAN006         | SD Gundam – Emotional Jam                                                  | monochrom | Strategie          | Bandai                   | Tom Create               | 27.05.1999       | Classic     | 2                  |
| SWJ-BAN007         | Kosodate Quiz My Angel                                                     | monochrom | Quiz               | Bandai                   | Namco                    | 15.04.1999       | Classic     | 2                  |
| SWJ-BAN008         | Kaze no Klonoa – Moonlight Museum                                          | monochrom | Jump ’n’ Run       | Bandai                   | Namco                    | 20.05.1999       | Classic     | 1                  |
| SWJ-BAN009         | Last Stand                                                                 | monochrom | Strategie-RPG      | Bandai                   | Soft Machine             | 27.05.1999       | Classic     | 1                  |
| SWJ-BAN00A         | Pocket Fighter                                                             | monochrom | Beat ’em up        | Bandai                   | Soft Machine             | 06.04.2000       | Classic     | 2                  |
| SWJ-BAN00B         | Chaos Gear – Michibi Kareshi Mono                                          | monochrom | Strategie          | Bandai                   | Lay-Up                   | 10.06.1999       | Classic     | 2                  |
| SWJ-BAN00C         | Vaitz Blade                                                                | monochrom | RPG                | Bandai                   | Tom Create               | 24.06.1999       | Classic     | 1                  |
| SWJ-BAN00D         | Tekken Card Challenge                                                      | monochrom | Kartenspiel        | Bandai                   | Namco                    | 17.06.1999       | Classic     | 2                  |
| SWJ-BAN00E         | Shin Seiki Evangelion: Shito Ikusei                                        | monochrom | RPG                | Bandai                   | Soft Machine             | 22.07.1999       | Classic     | 2                  |
| SWJ-BAN00F         | Handy Sonar                                                                | monochrom | Hardware           | Bandai                   |                          | 13.05.1999       | Classic     | 1                  |
| SWJ-BAN010         | Gunpey                                                                     | monochrom | Puzzle             | Bandai                   | Koto                     | 04.03.1999       | Classic     | 2                  |
| SWJ-BAN011         | Makaimura for WonderSwan                                                   | monochrom | Jump ’n’ Run       | Bandai                   | Capcom                   | 22.07.1999       | Classic     | 1                  |
| SWJ-BAN012         | Meitantei Conan – Majutsushi No Chousenjou                                 | monochrom | Adventure          | Bandai                   | Tomcat System            | 05.08.1999       | Classic     | 1                  |
| SWJ-BAN013         | Rockman & Forte                                                            | monochrom | Jump ’n’ Run       | Bandai                   | Lay-Up                   | 28.10.1999       | Classic     | 1                  |
| SWJ-BAN014         | Terrors                                                                    | monochrom | Adventure          | Bandai                   | Megas                    | 05.08.1999       | Classic     | 1                  |
| SWJ-BAN015         | Mobile Suit Gundam MSVS                                                    | monochrom | Simulation         | Bandai                   | Sims                     | 26.08.1999       | Classic     | 2                  |
| SWJ-BAN017         | Turntablist: DJ Battle                                                     | monochrom | Rhythm             | Bandai                   | Bandai                   | 25.11.1999       | Classic     | 1                  |
| SWJ-BAN018         | Terrors Limited Edition                                                    | monochrom | Adventure          | Bandai                   | Bandai                   | 05.08.1999       | Classic     | 1                  |
| SWJ-BAN019         | Wonder Stadium 99                                                          | monochrom | Sport              | Bandai                   | Namco                    | 30.09.1999       | Classic     | 2                  |
| SWJ-BAN01A         | Card Captor Sakura – Sakura to Fushigi na Clow Cards                       | monochrom | RPG                | Bandai                   | Sims                     | 02.12.1999       | Classic     | 2                  |
| SWJ-BAN01B         | Buffers Evolution                                                          | monochrom | Jump ’n’ Run       | Bandai                   | Bandai                   | 09.12.1999       | Classic     | 1                  |
| SWJ-BAN01C         | Digimon Adventure – Anode Tamer                                            | monochrom | RPG                | Bandai                   | Sims                     | 16.12.1999       | Classic     | 1                  |
| SWJ-BAN01D         | Digimon Adventure – Cathode Tamer                                          | monochrom | RPG                | Bandai                   | Sims                     | 20.12.2000       | Classic     | 2                  |
| SWJ-BAN01E         | D's Garage 21: Taneomaku Tori                                              | monochrom | Puzzle             | Bandai                   | D's Garage               | 02.05.1999       | Classic     | 2                  |
| SWJ-BAN01F         | Tare Panda no Gunpey                                                       | monochrom | Puzzle             | Bandai                   | Bandai                   | 09.12.1999       | Classic     | 2                  |
| SWJ-BAN020         | SD Gundam – Gashapon Senki – Episode One                                   | monochrom | Strategie          | Bandai                   | Graphic Research         | 29.12.1999       | Classic     | 2                  |
| SWJ-BAN021         | WonderSwan Console – Tare Panda no Gunpey Limited Edition                  | monochrom | Puzzle             | Bandai                   | Bandai                   | 09.12.1999       | Classic     | 2                  |
| SWJ-BAN022         | Senkaiden: TV Animation Senkaiden Houshin Engi Yori                        | monochrom | RPG                | Bandai                   | Graphic Research         | 24.02.2000       | Classic     | 2                  |
| SWJ-BAN023         | Chou Aniki – Otoko no Konsatsu                                             | monochrom | RPG                | Bandai                   | C.P. Brain               | 10.02.2000       | Classic     |                    |
| SWJ-BAN024         | Langrisser Millineum WS – The Last Century                                 | monochrom | Strategie          | Bandai                   | Bandai                   | 09.03.2000       | Classic     | 1                  |
| SWJ-BAN025         | Sennou Millenium                                                           | monochrom | Puzzle             | Bandai                   | Kouyousha                | 16.03.2000       | Classic     | 2                  |
| SWJ-BAN026         | Final Lap 2000                                                             | monochrom | Racing             | Bandai                   | Soft Machine             | 23.03.2000       | Classic     | 2                  |
| SWJ-BAN027         | Meitantei Conan – Nishi no Metantei Saidai no Kiki!?                       | monochrom | Adventure          | Bandai                   | Tomcat System            | 27.07.2000       | Classic     | 1                  |
| SWJ-BAN028         | wuz?b? Produce Street Dancer                                               | monochrom | Rhythmusspiel      | Bandai                   | Fortyfive                | 27.04.2000       | Classic     | 2                  |
| SWJ-BAN029         | Slither Link                                                               | monochrom | Puzzle             | Bandai                   | Tomcat                   | 20.04.2000       | Classic     |                    |
| SWJ-BAN02A         | Hunter × Hunter – Ishi O Tsugu Mono                                        | monochrom | RPG                | Bandai                   | Access                   | 01.07.2000       | Classic     |                    |
| SWJ-BAN02B         | From TV Animation – One Piece – Mezase Kaizoku Ou!                         | monochrom | Adventure          | Bandai                   | Bandai                   | 19.07.2000       | Classic     |                    |
| SWJ-BAN02C         | Digital Partner                                                            | monochrom | Strategie          | Bandai                   | Tom Create               | 25.05.2000       | Classic     | 2                  |
| SWJ-BAN02F         | Digital Partner mit WonderWave                                             | monochrom | Strategie          | Bandai                   | Tom Create               | 25.05.2000       | Classic     | 2                  |
| SWJ-BAN030         | SD Gundam: G Generation Gather Beat                                        | monochrom | Strategie          | Bandai                   | Vanguard Works           | 13.07.2000       | Classic     | 2                  |
| SWJ-BAN031         | SD Gundam G Generation: Gather Beat mit WonderWave Pack                    | monochrom | Strategie          | Bandai                   | Vanguard Works           | 13.07.2000       | Classic     | 2                  |
| SWJ-BAN032         | Digimon Adventure 02 – Tag Tamers                                          | monochrom | Kartenspiel        | Bandai                   | Sims                     | 03.08.2000       | Classic     |                    |
| SWJ-BAN033         | Robot Works (WonderBorg)                                                   | monochrom | Hardware           | Bandai                   |                          | 07.12.2000       | Classic     |                    |
| SWJ-BAN034         | Robot Works (WonderBorg Version 2)                                         | monochrom | Hardware           | Bandai                   |                          | 07.12.2000       | Classic     |                    |
| SWJ-BAN035         | Robot Works (WonderBorg Version 3)                                         | monochrom | Hardware           | Bandai                   |                          | 07.12.2000       | Classic     |                    |
| SWJ-BANC01         | Rhyme Rider Kerorican                                                      | farbig    | Rhythm             | Bandai                   | NanaOn-Sha               | 09.12.2000       |             |                    |
| SWJ-BANC02         | Gunpey EX                                                                  | farbig    | Puzzle             | Bandai                   | TOSE                     | 09.12.2000       | Color       | 2                  |
| SWJ-BANC03         | Digimon Adventure 02 – D1 Tamers                                           | beides    | RPG                | Bandai                   | Sims                     | 09.12.2000       | Color       |                    |
| SWJ-BANC04         | Senkaiden Ni – From TV Animation Senkaiden Hoshin Engi                     | beides    | RPG                | Bandai                   | Graphic Research         | 21.12.2000       | Color       |                    |
| SWJ-BANC05         | Terrors 2                                                                  | beides    | Adventure          | Bandai                   | Megas                    | 21.12.2000       | Color       | 1                  |
| SWJ-BANC06         | Wonder Classic                                                             | beides    | Sport              | Bandai                   | Yoshidayama Workshop     | 15.01.2001       | Color       |                    |
| SWJ-BANC07         | Kidou Senshi Gundam Vol.1:-Side 7                                          | farbig    | Adventure          | Bandai                   | iNPLAS                   | 01.02.2001       | Color       |                    |
| SWJ-BANC08         | Dark Eyes: Battle Gate                                                     | beides    | Strategie          | Bandai                   | NexTech                  | 15.03.2001       | Color       |                    |
| SWJ-BANC09         | Uchuu Senkan Yamato                                                        | beides    | Simulation         | Bandai                   | Tom Create               | 08.02.2001       | Color       |                    |
| SWJ-BANC0A         | SD Gundam Eiyuuden – Kishi Densetsu                                        | beides    | RPG                | Bandai                   | Bandai                   | 15.03.2001       | Color       | 2                  |
| SWJ-BANC0B         | SD Gundam Eiyuuden – Musha Densetsu                                        | beides    | RPG                | Bandai                   | Bec                      | 15.03.2001       | Color       | 1                  |
| SWJ-BANC0C         | Wizardry: Proving Grounds of the Mad Overlord                              | beides    | RPG                | Bandai                   | Sting                    | 01.03.2001       | Color       |                    |
| SWJ-BANC0D         | Pocket no Naka no Doraemon                                                 | beides    | Simulation         | Bandai                   | Bandai                   | 24.05.2001       | Color       |                    |
| SWJ-BANC0E         | Metantei Conan – Yuugure no Oujo                                           | beides    | Adventure          | Bandai                   | Tomcat System            | 15.04.2000       | Color       | 1                  |
| SWJ-BANC0F         | Hunter × Hunter – Sorezore no Ketsui                                       | farbig    | RPG                | Bandai                   | Access                   | 26.02.2001       | Color       |                    |
| SWJ-BANC10         | Raku Jongg                                                                 | farbig    | Puzzle             | Bandai                   | Enterbrain               | 31.05.2001       | Color       |                    |
| SWJ-BANC11         | Ultraman – Hikari no Kuni no Shisha                                        | farbig    | Beat ’em up        | Bandai                   | Tom Create               | 21.06.2001       | Color       |                    |
| SWJ-BANC12         | SD Gundam G Generation – Gather Beat 2                                     | farbig    | Strategie          | Bandai                   | Vanguard Works           | 14.02.2001       | Color       |                    |
| SWJ-BANC13         | Tonpuusou                                                                  | beides    | Mahjong            | Bandai                   | Bandai                   | 28.06.2001       | Color       |                    |
| SWJ-BANC14         | Digimon Tamers: Digimon Medley                                             | beides    | RPG                | Bandai                   | Shade                    | 12.07.2001       | Color       |                    |
| SWJ-BANC15         | Last Alive                                                                 | farbig    | Adventure          | Bandai                   | Bandai                   | 26.07.2001       | Color       | 1                  |
| SWJ-BANC16         | Star Hearts: Hoshi to Daichi no Shisha                                     | farbig    | RPG                | Bandai                   | Bandai                   | 27.09.2001       | Color       |                    |
| SWJ-BANC17         | Mobile Suite Gundam – Vol.2: Jaburo                                        | farbig    | Simulation         | Bandai                   | Bandai                   | 16.08.2000       | Color       |                    |
| SWJ-BANC18         | Hunter × Hunter – Michibikareshi Mono                                      | farbig    | RPG                | Bandai                   | Access                   | 23.08.2001       | Color       |                    |
| SWJ-BANC19         | From TV Animation – One Piece – Niji No Shima Densetsu                     | farbig    | RPG                | Bandai                   | Tomcat System            | 13.09.2001       | Color       |                    |
| SWJ-BANC1A         | Digimon Tamers – Battle Spirit mit Link Kabel                              | farbig    | Beat ’em up        | Bandai                   | Dimps                    | 06.10.2001       | Color       |                    |
| SWJ-BANC1B         | Inuyasha – Kagome no Sengoku Nikki                                         | farbig    | Adventure          | Sammy                    | Bandai                   | 02.11.2001       | Color       |                    |
| SWJ-BANC1D         | Digimon Tamers – Brave Tamer                                               | farbig    | RPG                | Bandai                   | Sims                     | 29.12.2001       | Color       |                    |
| SWJ-BANC1E         | From TV Animation One Piece – Treasure Wars                                | farbig    | RPG                | Bandai                   | Graphic Research         | 03.01.2002       | Color       |                    |
| SWJ-BANC1F         | XI[sái] Little                                                             | farbig    | Puzzle             | Bandai                   | MBI                      | 20.01.2001       | Color       |                    |
| SWJ-BANC20         | Kinniku Man Second Generations Dream Tag Match                             | farbig    | Beat ’em up        | Bandai                   | TOSE                     | 02.03.2002       | Color       |                    |
| SWJ-BANC21         | SD Gundam – Operation U.C                                                  | farbig    | Action             | Bandai                   | Bandai                   | 16.02.2002       | Color       |                    |
| SWJ-BANC22         | Digital Monsters Card Game Ver. WonderSwan Color                           | farbig    | Kartenspiel        | Bandai                   | Tom Create               | 16.03.2002       | Color       |                    |
| SWJ-BANC23         | Final Lap Special                                                          | farbig    | Racing             | Bandai                   | Soft Machine             | 15.11.2001       | Color       |                    |
| SWJ-BANC24         | Digimon Tamers – Battle Spirit                                             | farbig    | Beat ’em up        | Bandai                   | Dimps                    | 06.10.2001       | Color       |                    |
| SWJ-BANC25         | Kidou Senshi Gundam Vol.3: A Baoa Qu                                       | farbig    | Simulation         | Bandai                   | Bandai                   | 25.05.2002       | Color       |                    |
| SWJ-BANC26         | Inuyasha: Fuun Emaki                                                       | farbig    | Adventure          | Bandai                   | Bandai                   | 27.07.2002       | SwanCrystal | 2                  |
| SWJ-BANC27         | Yakusoku no Chi Riviera                                                    | farbig    | RPG                | Bandai                   | Sting                    | 12.07.2002       | SwanCrystal | 1                  |
| SWJ-BANC28         | Namco Super Wars                                                           | farbig    | Adventure          | Bandai                   | Gantan                   | 31.10.2002       | SwanCrystal | 1                  |
| SWJ-BANC29         | One Piece Grand Battle: Swan Colosseum                                     | farbig    | Beat ’em up        | Bandai                   | Dimps                    | 12.07.2002       | SwanCrystal | 2                  |
| SWJ-BANC2A         | Arc The Lad: Kijin Fukkatsu                                                | farbig    | RPG                | Bandai                   | TOSE                     | 04.07.2002       | SwanCrystal | 1                  |
| SWJ-BANC2B         | Golden Axe                                                                 | farbig    | Beat ’em up        | Bandai                   | Bandai                   | 28.02.2002       | Color       | 2                  |
| SWJ-BANC2C         | X – Card of Fate                                                           | farbig    | Adventure          | Bandai                   | Access                   | 27.06.2002       | Color       |                    |
| SWJ-BANC2D         | Shaman King: Mirai e no Ishi                                               | farbig    | RPG                | Bandai                   | Graphic Research         | 29.08.2002       | SwanCrystal | 2                  |
| SWJ-BANC2E         | Digital Monsters – D Project                                               | farbig    | RPG                | Bandai                   | Sting                    | 03.08.2002       | SwanCrystal | 2                  |
| SWJ-BANC2F         | SD Gundam G Generation – Mono-Eye Gundams                                  | farbig    | Strategie          | Bandai                   | Vanguard Works           | 26.09.2002       | SwanCrystal | 2                  |
| SWJ-BANC30         | Battle Spirit: Digimon Tamers Ver 1.5                                      | farbig    | Beat ’em up        | Bandai                   | Dimps                    | 27.04.2002       | Color       |                    |
| SWJ-BANC31         | Battle Spirit – Digimon Frontier                                           | farbig    | Beat ’em up        | Bandai                   | Dimps                    | 07.02.2003       | SwanCrystal | 2                  |
| SWJ-BANC32         | Inuyasha: Kagome no Yume Nikki                                             | farbig    | RPG                | Bandai                   | Tomcat System            | 16.11.2002       | SwanCrystal | 1                  |
| SWJ-BANC33         | From TV Animation One Piece – Treasure Wars 2                              | farbig    | RPG                | Bandai                   | Graphic Research         | 20.12.2002       | SwanCrystal | 4                  |
| SWJ-BANC34         | Kinnikuman Second Generation – Choujin Seisenshi                           | farbig    | RPG                | Bandai                   | Bandai                   | 30.01.2003       | SwanCrystal | 2                  |
| SWJ-BANC35         | Rockman EXE WS                                                             | farbig    | Jump ’n’ Run       | Bandai                   | Capcom                   | 08.02.2003       | SwanCrystal | 1                  |
| SWJ-BANC36         | Kidou Senshi Gundam Seed                                                   | farbig    | Action             | Bandai                   | Bandai                   | 15.03.2003       | Color       |                    |
| SWJ-BANC38         | Naruto – Konoha Ninpouchou                                                 | farbig    | Action             | Bandai                   | Bec                      | 27.03.2003       | SwanCrystal | 2                  |
| SWJ-BANC39         | Hunter × Hunter – Greed Island                                             | farbig    | RPG                | Bandai                   | Access                   | 24.04.2003       | SwanCrystal | 1                  |
| SWJ-BANC3A         | Kidou Senshi Gundam: Giren no Yabou – Tokubetsu-hen Aokisei no Hasha       | farbig    | Strategie          | Bandai                   | Vanguard Works           | 02.05.2003       | SwanCrystal | 1                  |
| SWJ-BANC3B         | From TV Animation One Piece – Chopper no Daibouken                         | farbig    | RPG                | Bandai                   | Tomcat System            | 16.10.2003       | SwanCrystal | 1                  |
| SWJ-BANC3C         | Dragonball                                                                 | farbig    | RPG                | Bandai                   | TOSE                     | 20.11.2003       | SwanCrystal | 1                  |
| SWJ-BANC3D         | Saint Seiya – Ougon Densetsu Hen Perfect Edition                           | farbig    | RPG                | Bandai                   | TOSE                     | 31.07.2003       | SwanCrystal | 1                  |
| SWJ-BEC001         | Keiba – Kyousou Uma Ikusei Simulation                                      | monochrom | Sport              | Bec                      | Bec                      | 18.11.1999       | Classic     | 1                  |
| SWJ-BEC002         | Fever Sankyo Koushiki Pachinko Simulation for WonderSwan                   | monochrom | Simulation         | Bec                      | Bec                      | 09.12.1999       | Classic     | 1                  |
| SWJ-BEC003         | Dokodemo Hamster for WonderSwan                                            | monochrom | Simulation         | Bec                      | Bec                      | 06.01.1999       | Classic     | 1                  |
| SWJ-BEC004         | Fishing Freaks – BassRise for WonderSwan                                   | monochrom | Fishing            | Bandai                   | Bandai                   | 24.02.2000       | Color       | 1                  |
| SWJ-BECC01         | Dokodemo Hamster 3 – O Dekake Saffron                                      | beides    | Simulation         | Bec                      | Bec                      | 14.12.2000       | Classic     |                    |
| SWJ-BPR001         | Super Robot Great Wars Great COMPACT                                       | monochrom | Strategie          | Banpresto                | TOSE                     | 28.04.1999       | Classic     |                    |
| SWJ-BPR002         | Bistro Recipe – Kakutou Ryouri Densetsu – Wonder Battle Hen                | monochrom | RPG                | Banpresto                | TOSE                     | 30.03.1999       | Classic     | 1                  |
| SWJ-BPR003         | Super Robot Taisen Compact 2 Dai-1-Bu: Chijou Gekidou-hen                  | monochrom | RPG                | Banpresto                | TOSE                     | 30.03.2000       | Classic     |                    |
| SWJ-BPR004         | Lode Runner for WonderSwan                                                 | monochrom | Arcade             | Banpresto                | Aisystem Tokyo           | 20.04.2000       | Classic     | 1                  |
| SWJ-BPR005         | Time Bokan Series – Bokan Densetsu                                         | monochrom | RPG                | Banpresto                | Alpha Unit               | 27.04.2000       | Classic     | 2                  |
| SWJ-BPR006         | Super Robot Taisen Compact 2 Dai-2-Bu: Uchuu Gekishin-hen                  | monochrom | Strategie          | Banpresto                | TOSE                     | 14.09.2000       | Classic     |                    |
| SWJ-BPR007         | Super Robot Taisen Compact 2 Dai-3-Bu: Ginga Kessen-hen                    | monochrom | Strategie          | Banpresto                | TOSE                     | 02.03.2001       | Classic     |                    |
| SWJ-BPRC08         | Super Robot Taisen Compact for WonderSwanColor                             | farbig    | RPG                | Banpresto                | TOSE                     | 13.12.2001       | Color       |                    |
| SWJ-BPRC09         | Super Robot Wars Compact 3                                                 | farbig    | RPG                | Banpresto                | Banpresto                | 17.07.2003       | SwanCrystal |                    |
| SWJ-BTM001         | Trump Collection – Bottom Up Teki Trump Seikatsu                           | monochrom | Kartenspiel        | Bottum Up                | Bottom Up                | 01.07.1999       | Classic     | 1                  |
| SWJ-BTM002         | Trump Collection 2 – Bottom Up Teki Sekai Isshuu no Tabi                   | monochrom | Kartenspiel        | Bottum Up                | Bottom Up                | 28.09.2000       | Classic     | 1                  |
| SWJ-BVL001         | Nazo-Oh Pocket                                                             | monochrom | Adventure          | BandaiVisual/Image Works | BandaiVisual/Image Works | 18.11.1999       | Classic     | 1                  |
| SWJ-BVL002         | Graduation for WonderSwan                                                  | monochrom | Simulation         | BandaiVisual/Image Works | Imageworks               | 16.12.1999       | Classic     |                    |
| SWJ-BVL003         | Tanjou Debut for WonderSwan                                                | monochrom | Strategie          | BandaiVisual/Image Works | BandaiVisual/Image Works | 24.02.2000       | Classic     | 1                  |
| SWJ-CCJ001         | Umizuri Ni Iko!                                                            | monochrom | Fishing            | Coconuts                 | Coconuts                 | 01.04.1999       | Classic     | 1                  |
| SWJ-CCJ002         | Soccer Yarou!: Challenge The World                                         | monochrom | Sport              | Coconuts                 | Coconuts                 | 12.08.1999       | Classic     | 1                  |
| SWJ-CFT001         | Densha de Go! 2                                                            | monochrom | Simulation         | CyberFront               | Taito                    | 07.10.1999       | Classic     | 1                  |
| SWJ-CPCC01         | Rockman EXE N1 Battle                                                      | farbig    | RPG                | Capcom                   | Inti                     | 09.08.2003       | SwanCrystal | 1                  |
| SWJ-DDJC01         | Run=Dim Return to Earth                                                    | farbig    | Shooter            | Digital Dream            | Digital Dream            | 07.02.2002       | Color       |                    |
| SWJ-DTE001         | Side Pocket for WonderSwan                                                 | monochrom | Sport              | Data East                | Data East                | 25.10.1999       | Classic     | 2                  |
| SWJ-DTE002         | Magical Drop for WonderSwan                                                | monochrom | Puzzle             | Data East                | Gaibrain                 | 14.10.1999       | Classic     | 2                  |
| SWJ-HAL002         | Mingle Magnet                                                              | monochrom | Puzzle             | Hal                      | Mechanic Arms            | 02.11.1999       | Classic     | 2                  |
| SWJ-HTRC01         | Alchemist Marie & Elie – Futari no Atelier                                 | farbig    | RPG                | E3 Staff                 | Gust                     | 25.10.2001       | Color       |                    |
| SWJ-JLC001         | Ganso JaJaMaru-kun                                                         | monochrom | Arcade             | Jaleco                   | TOSE                     | 15.04.1999       | Classic     | 1                  |
| SWJ-JLC002         | Moero!! Pro Yakyuu Rookies                                                 | monochrom | Sport              | Jaleco                   | TOSE                     | 30.03.2000       | Classic     | 2                  |
| SWJ-KBS002         | Cho Denki Card Battle – Yofu Makai Kikuchi Shugo                           | monochrom | Kartenspiel        | Kobunsha                 | Kobunsha                 | 16.12.1999       | Classic     | 2                  |
| SWJ-KBSC01         | Flash Koibito-Kun                                                          | beides    | Arcade             | Kobunsha                 | Koto                     | 28.12.2000       | Color       | 1                  |
| SWJ-KBSC02         | Mikeneko Holmes – Ghost Head                                               | farbig    | Adventure          | Kobunsha                 | MintJulep                | 26.04.2001       | Color       | 1                  |
| SWJ-KDK001         | Ring Infinity                                                              | monochrom | Adventure          | Kadokawa Shoten          | Megas                    | 10.04.2000       | Classic     | 1                  |
| SWJ-KDK002         | Ring Infinity mit Kopfhörer                                                | monochrom | Adventure          | Kadokawa Shoten          | Megas                    | 10.04.2000       | Classic     | 1                  |
| SWJ-KDKC01         | Memories Off Festa                                                         | farbig    | Adventure          | Kid                      | Kid                      | 08.03.2001       | Color       |                    |
| SWJ-KDX001         | KISS Yori... – Seaside Serenade                                            | monochrom | Adventure          | Kid                      | Kid                      | 02.12.1999       | Classic     | 1                  |
| SWJ-KEX001         | Nobunaga no Yabo for WonderSwan                                            | monochrom | Strategie          | Kobunsha                 | Koei/Inis                | 11.03.1999       | Classic     | 2                  |
| SWJ-KEX002         | Sangokushi for WonderSwan                                                  | monochrom | Strategie          | Koei                     | Koei/Inis                | 01.04.1999       | Classic     | 2                  |
| SWJ-KEX003         | WonderSwan Console – Sangokushi Bundle                                     | monochrom | Strategie          | Koei                     | Koei/Inis                | 16.12.1999       | Classic     | 2                  |
| SWJ-KEX004         | Sangokushi II for WonderSwan                                               | monochrom | Strategie          | Koei                     | Koei/Inis                | 06.04.2000       | Classic     | 1                  |
| SWJ-KGT001         | Tetsuman                                                                   | monochrom | Brettspiel         | Kaga Tech / Naxat        | Chat Noir                | 15.07.1999       | Classic     | 1                  |
| SWJ-KGT002         | Clock Tower for WonderSwan                                                 | monochrom | Adventure          | Human Club / Kaga Tech   | Human Club               | 09.12.1999       | Classic     | 1                  |
| SWJ-KGT003         | Bakusou Dekotora Densetsu for WonderSwan                                   | monochrom | Driving            | Human                    | Human Club               | 29.12.1999       | Classic     | 2                  |
| SWJ-KGT004         | Taikyoku Igo: Heisei Kiin                                                  | monochrom | Brettspiel         | Success                  | Success                  | 24.02.2000       | Classic     |                    |
| SWJ-KGT005         | Hanafuda Shiyouyo                                                          | monochrom | Kartenspiel        | Success                  | Success                  | 17.02.2000       | Classic     | 2                  |
| SWJ-KGT006         | Metha Communication Therapy – No Kiite!                                    | monochrom | Strategie          | Media Entertainment      | Yoshidayama Workshop     | 23.03.2000       | Classic     |                    |
| SWJ-KGT007         | Fire Professional Wrestling                                                | monochrom | Beat ’em up        | Kaga Tech                | Human                    | 31.08.2000       | Classic     | 2                  |
| SWJ-KGT008         | Glocal Hexcite                                                             | monochrom | Puzzle             | Success                  | Success                  | 29.06.2000       | Classic     | 2                  |
| SWJ-KGTC09         | Soroban Gu                                                                 | beides    | Puzzle             | Mechanic Arms            | Mechanic Arms            | 09.12.2000       | Color       |                    |
| SWJ-KNM001         | BeatMania for WonderSwan                                                   | monochrom | Musikspiel         | Konami                   | Konami                   | 28.04.1999       | Classic     | 2                  |
| SWJ-LAY001         | Macross – True Love Song                                                   | monochrom | Strategie          | Layup                    | Lay-Up                   | 23.03.2000       | Classic     | 1                  |
| SWJ-MDE001         | Yosou Shinkaron – Keiba Yosou Shien Soft                                   | monochrom | Sport & Simulation | Media Entertainment      | Media Entertainment      | 14.09.1999       | Classic     | 1                  |
| SWJ-MGA001         | Medarot Perfect Edition (Kabuto Version)                                   | monochrom | RPG                | Imagineer                | Natsume                  | 04.05.1999       | Classic     | 2                  |
| SWJ-MGA002         | Medarot Perfect Edition (Kuwagata Version)                                 | monochrom | RPG                | Imagineer                | Imagineer                | 04.05.1999       | Classic     | 2                  |
| SWJ-MGH001         | Tetsujin 28 Gou                                                            | monochrom | Adventure          | MegaHouse                | Hikari-Pro               | 22.12.1999       | Classic     | 1                  |
| SWJ-MGH003         | Rainbow Islands: Putty’s Party                                             | monochrom | Jump ’n’ Run       | MegaHouse                | DigitalWare              | 29.06.2000       | Classic     | 1                  |
| SWJ-MGTC01         | Granstar Chronicle                                                         | farbig    | RPG                | Omega Micott             | Tom Create               | 13.06.2002       | Color       |                    |
| SWJ-NAP001         | Engacho!                                                                   | monochrom | Puzzle             | NAC Geographic Products  | NAC Geographic Products  | 28.10.1999       | Classic     | 2                  |
| SWJ-NHB001         | Crazy Climber                                                              | monochrom | Arcade             | Nihon Bussan             | Nihon Bussan             | 29.07.1999       | Classic     | 1                  |
| SWJ-NMCC01         | Mr. Driller                                                                | farbig    | Puzzle             | Namco                    | Namco                    | 15.04.2001       | Color       |                    |
| SWJ-OMM001         | Uzumaki – Denshi Kaikihen                                                  | monochrom | Adventure          | Omega Micott             | Omega Micott             | 03.02.2000       | Classic     | 1                  |
| SWJ-OMM002         | Itou Jun Ni Uzumaki – Noroi Simulation                                     | monochrom | Adventure          | Omega Micott             | Omega Micott             | 04.03.2000       | Classic     | 1                  |
| SWJ-OMMC03         | Another Heaven: Memory of Those Days                                       | beides    | Adventure          | Omega Micott             | Omega Micott             | 21.12.2000       | Color       | 1                  |
| SWJ-PAW001         | Gorakuoh Tango!                                                            | monochrom | Puzzle             | Mebius                   | Mebius                   | 1999             | Classic     | 2                  |
| SWJ-SCC001         | Mobile Wonder Gate                                                         | monochrom | Hardware           | Bandai                   |                          | 14.07.2000       | Classic     |                    |
| SWJ-SESC01         | Gensou Maden Saiyuuki Retribution – Hi no Ataru Basho de                   | farbig    | RPG                | Mubikku                  | PicPac-Airreal           | 07.06.2000       | Color       |                    |
| SWJ-SHLC01         | With You: Mitsumete Itai Limited Edition [mit Figur]                       | farbig    | Adventure          | Cocktail Soft            | Shall Luck Plus          | 25.01.2001       | Color       |                    |
| SWJ-SHLC02         | With You: Mitsumete Itai                                                   | farbig    | Adventure          | Cocktail Soft            | Shall Luck Plus          | 25.01.2001       | Color       |                    |
| SWJ-SQR004         | Hataraku Chocobo                                                           | farbig    | Simulation         | Square                   | Square                   | 21.09.2000       | Classic     |                    |
| SWJ-SQRC01         | Final Fantasy                                                              | farbig    | RPG                | Square                   | Square                   | 09.12.2000       | Color       |                    |
| SWJ-SQRC02         | Final Fantasy II                                                           | farbig    | RPG                | Square                   | Square                   | 02.05.2001       | Color       |                    |
| SWJ-SQRC04         | Wild Card                                                                  | farbig    | RPG-Card           | Square                   | Square                   | 29.03.2001       | Color       | 1                  |
| SWJ-SQRC05         | Blue Wing Blitz                                                            | beides    | RPG                | Square                   | Square                   | 05.07.2001       | Color       |                    |
| SWJ-SQRC06         | Hanjuku Eiy?: Aa Sekai Yo Hanjuku Nare                                     | farbig    | RPG                | Square                   | Square                   | 14.02.2002       | Color       |                    |
| SWJ-SQRC07         | Romancing SaGa                                                             | farbig    | RPG                | Square                   | Square                   | 20.12.2001       | Color       |                    |
| SWJ-SQRC08         | Makai Toushi SaGa                                                          | farbig    | RPG                | Square                   | Aspect                   | 20.03.2002       | Color       |                    |
| SWJ-SQRC09         | Final Fantasy IV                                                           | farbig    | RPG                | Square                   | Sting                    | 29.03.2002       | Color       |                    |
| SWJ-SQRC10         | Front Mission                                                              | farbig    | Strategie          | Square                   | G-Craft                  | 12.07.2002       | SwanCrystal | 2                  |
| SWJ-SRV001         | Harobots                                                                   | monochrom | RPG                | Sunrise                  | Sunrise                  | 07.10.1999       | Classic     |                    |
| SWJ-SUM001         | Mahjong Touryuumon                                                         | monochrom | Brettspiel         | Sammy                    | Chat Noir                | 11.03.1999       | Classic     |                    |
| SWJ-SUM002         | Nice On                                                                    | monochrom | Sport              | Sammy                    | Aisystem Tokyo           | 08.04.1999       | Classic     | 2                  |
| SWJ-SUM003         | Armored Unit                                                               | monochrom | Strategie          | Sammy                    | Sammy                    | 18.11.1999       | Classic     | 2                  |
| SWJ-SUM004         | AnchorZ Field                                                              | monochrom | Strategie          | Sammy                    | Sammy                    | 24.06.1999       | Classic     | 2                  |
| SWJ-SUM005         | Shogi Touryuumon                                                           | monochrom | Brettspiel         | Sammy                    | Sammy                    | 28.10.1999       | Classic     |                    |
| SWJ-SUM006         | Gomoku Narabe & Reversi Touryuumon                                         | monochrom | Brettspiel         | Sammy                    | Sammy                    | 13.01.2000       | Classic     |                    |
| SWJ-SUMC07         | Guilty Gear Petit                                                          | farbig    | Beat ’em up        | Sammy                    | Arc System Works         | 25.01.2001       | Color       |                    |
| SWJ-SUMC08         | Guilty Gear Petit 2                                                        | farbig    | Beat ’em up        | Sammy                    | Arc System Works         | 27.09.2001       | Color       |                    |
| SWJ-SUN001         | Shanghai Pocket                                                            | monochrom | Puzzle             | SunSoft                  | SunSoft                  | 01.04.1999       | Classic     | 1                  |
| SWJ-SUN002         | Space Invaders                                                             | monochrom | Shooter            | SunSoft                  | Taito                    | 13.05.1999       | Classic     | 2                  |
| SWJ-SUN003         | Puzzle Bobble                                                              | monochrom | Puzzle             | SunSoft                  | Yoshidayama Workshop     | 01.07.1999       | Classic     |                    |
| SWJ-SUN004         | Ouchan no Oekaki Logic                                                     | monochrom | Puzzle             | SunSoft                  | Santaclaus               | 06.01.2000       | Classic     | 1                  |
| SWJ-TAT001         | Densha de Go!                                                              | monochrom | Simulation         | Taito                    | Taito                    | 04.03.1999       | Classic     | 1                  |
| SWJ-TMCC01         | Kurupara                                                                   | farbig    | Puzzle             | TomCreate                | Tom Create               | 14.01.2001       | Color       |                    |
| SWJ-TMY001         | Shin Nihon Pro Wrestling – Toukon Retsuden                                 | monochrom | Beat ’em up        | Tomy                     | Tomy                     | 04.03.1999       | Classic     |                    |
| SWJ-VGDC01         | Tetris                                                                     | beides    | Arcade             | Bandai                   | Vanguard                 | 18.04.2000       | Color       | 2                  |
| SWJ-WIZC01         | Gekitou! Clush Gear Turbo: Gear Champion League                            | farbig    | Action             | Bandai                   | Wiz                      | 10.08.2002       | SwanCrystal | 2                  |
| SWJ-YKE001         | Morita Shougi for WonderSwan                                               | monochrom | Brettspiel         | Yuki Enterprise          | Diverse                  | 22.12.1999       | Classic     |                    |
| WWGP2001A3         | Judgement Silversword – Rebirth Edition                                    | farbig    | Shooter            | M-Kai                    | Qute                     | 02.02.2004       | SwanCrystal | 1                  |
| WWGP2002B          | Dicing Knight Period                                                       | farbig    | RPG                | Qute                     | Dispositif               | 09.06.2004       | SwanCrystal | 1                  |
| – [Exportversion]  | Digimon Digital Monsters – Anode Tamer & Cathode Tamer – Veedramon Version | farbig    | RPG                | Bandai                   | Sims                     | 18.09.2001       | Color       |                    |
| – [Exportversion]  | Digital Monster Ver. WonderSwan                                            | monochrom | Simulation         | Bandai                   | Sims                     | 2000             | Classic     | 2                  |
| – (spielbare Demo) | STAR HEARTS ~HOSHI TO DAICHI NO SHISHA~ TAIKENBAN[Trial Version]           | farbig    | RPG                | Bandai                   | Bandai                   | 27.09.2001       | Color       | 2                  |
|                    | Battle Spirit – Digimon Frontier (Koreanische Version) mit Link Kabel      | farbig    | Beat ’em up        | Bandai                   | Dimps                    |                  | SwanCrystal | 2                  |